# Stanislav Marek
Stanislav Marek (* 1. února 1970 Moravský Krumlov) je bývalý český fotbalista, obránce. Jeho bratrancem byl lední hokejista Jan Marek.

## Fotbalová kariéra
V lize hrál za SK Dynamo České Budějovice a FC Slovan Liberec. V lize odehrál 199 utkání a dal 3 góly. Za Dynamo České Budějovice nastoupil ve 126 ligových utkáních.

## Ligová bilance
| Ročník                                   | Zápasy | Góly | Klub                       |
| ---------------------------------------- | ------ | ---- | -------------------------- |
| 1. československá fotbalová liga 1991/92 | 10     | 0    | SK Dynamo České Budějovice |
| 1. česká fotbalová liga 1993/94          | 13     | 0    | FC Slovan Liberec          |
| 1. česká fotbalová liga 1993/94          | 13     | 0    | SK Dynamo České Budějovice |
| 1. česká fotbalová liga 1994/95          | 20     | 1    | SK Dynamo České Budějovice |
| 1. česká fotbalová liga 1995/96          | 26     | 0    | SK Dynamo České Budějovice |
| 1. česká fotbalová liga 1996/97          | 28     | 1    | SK Dynamo České Budějovice |
| Gambrinus liga 1997/98                   | 25     | 1    | FC Slovan Liberec          |
| Gambrinus liga 1998/99                   | 24     | 0    | FC Slovan Liberec          |
| Gambrinus liga 1999/00                   | 20     | 0    | FC Slovan Liberec          |
| Gambrinus liga 2000/01                   | 27     | 0    | SK Dynamo České Budějovice |
| 2. česká fotbalová liga 2001/02          | 14     | 0    | SK Dynamo České Budějovice |
| Gambrinus liga 2002/03                   | 2      | 0    | SK Dynamo České Budějovice |
| CELKEM 1. liga                           | 199    | 3    |                            |